# Westland PV-3
Westland PV-3 là một loại máy bay ném bom ngư lôi hai chỗ của Anh, do hãng Westland Aircraft Works chế tạo trong thập niên 1930.

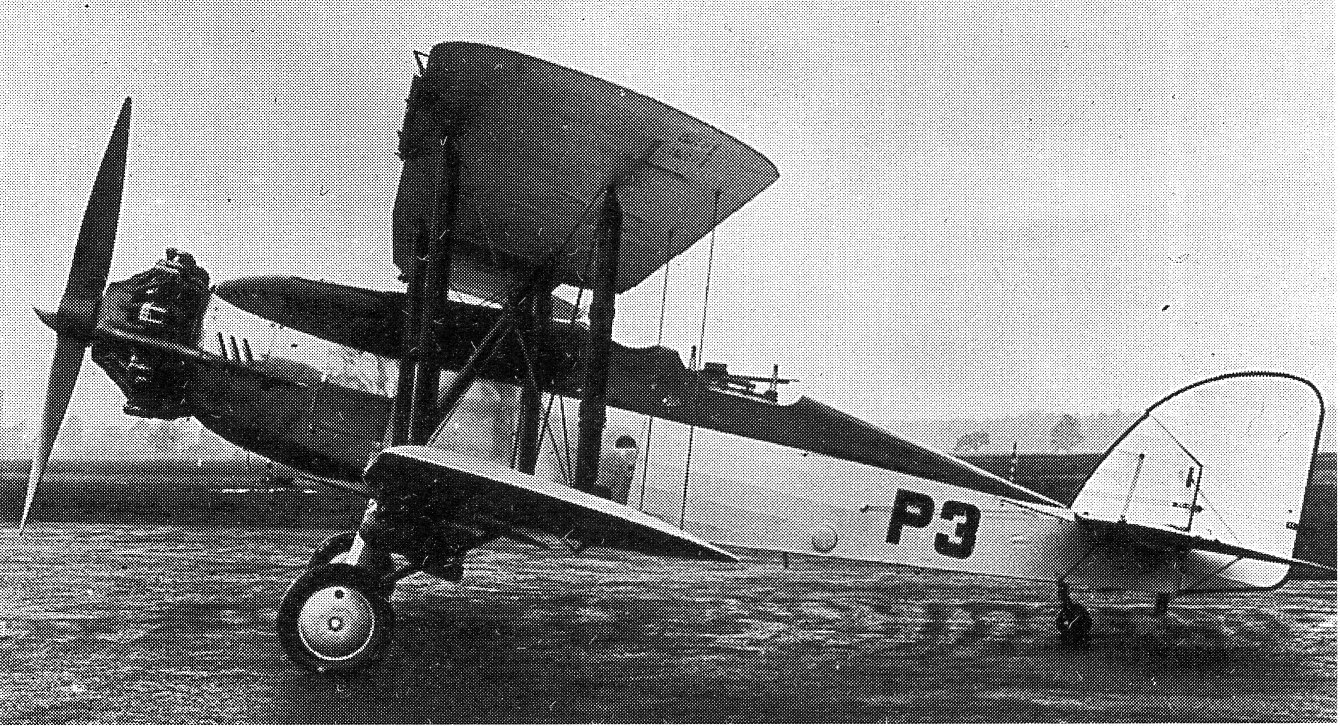
PV.3

## Quốc gia sử dụng
Anh Quốc
- Không quân Hoàng gia
- Hiệp hội Địa lý Hoàng gia

## Tính năng kỹ chiến thuật (Houston Westland)
Dữ liệu lấy từ Westland Aircraft since 1915 
Đặc điểm tổng quát
- Kíp lái: 2
- Chiều dài: 34 ft 2 in (10,42 m)
- Sải cánh: 46 ft 6 in (14,18 m)
- Chiều cao: 11 ft 8 in (3,56 m)
- Diện tích cánh: 500 ft² (46,5 m²)
- Trọng lượng rỗng: 3.420 lb (1.555 kg)
- Trọng lượng có tải: 5.100 lb (2.318 kg)
- Động cơ: 1 × Bristol Pegasus IS3 kiểu động cơ piston bố trí tròn 9 xy-lanh, 630 hp (470 kW)

 Hiệu suất bay 
- Vận tốc cực đại: 163 mph (142 knot, 262 km/h)
- Trần bay: 35.000 ft (15.900 m)
- Tải trên cánh: 10,2 lb/ft² (49,8 kg/m²)
- Công suất/trọng lượng: 0,12 hp/kg (0,20 kW/kg)
- Lên độ cao 20.000 ft (6.100 m): 20 phút